# Agrotis kingi
Agrotis kingi là một loài bướm đêm trong họ Noctuidae.